# Bergskrabba
Bergskrabba (Globularia vulgaris) är en  flerårig blommande grobladsväxt och enda arten i släktet Globularia som förekommer i Skandinavien.

## Utbredning
Den har en mycket uppdelad utbredning. En population förekommer i bergen i södra Frankrike och norra centrala och östra Spanien, och en annan isolerad population på Öland och Gotland i Östersjön.

## Biologi och ekologi
Bergskrabba växter på kala, starkt solvärmda kalkstensterrasser, hällmarker, torra och öppna gräsmarker och klippiga och steniga platser. Växten är en kraftigt byggd xerofyt som kilar in sin trähårda pålrot i kalkstensprickor. Rotens översta del övergår i en kort, förvedad kandelaberstam med grenar beklädda av flera års bladrester och slutande med en rosett, med nästan läderartade blad. Den ensamma blomkorgen bärs upp av en styv, seg stjälk med mindre och tunnare blad, som till formen är helt smala, medan rosettbladen är spadlika och trespetsade.
Från korgväxterna skiljer sig Globularia då den under fruktämnet har ett hylle, och nöten är omsluten av fodret. Kronan är femflikig och tvåläppig med överläppens två flikar kortare än underläppens. Ståndarna är endast fyra till antalet liksom hos de i strängare mening tvåläppiga växterna. Arten blommar från april till juni.

## Namn
På Gotland kallas växten ibland för "blåskallar".